# USS LST-243
O USS LST-243 foi um navio de guerra norte-americano da classe LST que operou durante a Segunda Guerra Mundial.